# The Underdogs
The Underdogs es un dúo R&B/Pop de productores estadounidenses, formado por Harvey Mason, Jr. y Damon Thomas.

## Biografía
Harvey Mason, Jr. es hijo de Harvey Mason, Sr., un reconocido tamborista estadounidense. Por su parte, Damon Thomas era compositor y compañero de producción de Kenneth "Babyface" Edmonds, con quien a finales de 1990 creó éxitos como "These are the times" de Dru Hill y "Most girls" de Pink. Antes de unirse con Thomas, Harvey Mason, Jr. era miembro del equipo de producción Darkchild, el cual era liderado por Rodney Jerkins.
Mason y Thomas comenzaron a trabajar juntos en 1999, con su primera producción principal, el sencillo "I like them girls" de Tyrese. Desde entonces el dúo ha trabajado con un gran número de artistas R&B, entre ellos Lionel Richie, Omarion, Donell Jones, Olivia, Mario, JoJo, Nancy Wilson, Stacie Orrico, Chris Brown, Ne-Yo, Fantasia, Katharine McPhee y varios más.
Entre sus trabajos se incluye el sencillo "Sideline ho" de Monica y la banda sonora para la adaptación del musical de Broadway de Dreamgirls, en la que se destaca la participación de Jennifer Hudson, Beyoncé Knowles, Anika Noni Rose, Eddie Murphy, Keith Robinson y Jamie Foxx. The Underdogs también produjo la colaboración "Never gonna break my faith" entre Aretha Franklin y Mary J. Blige para la banda sonora de Bobby, y ha producido canciones para ser lanzadas como sencillos de los álbumes de Chris Brown y Mario.
En el 2008, Underdog Entertainment lanzará el segundo álbum de estudio de Glenn Lewis, Remember me, y el álbum debut de Luke & Q. En la actualidad el dúo trabaja en los próximos álbumes de estudio de Brandy y Teairra Marí; y, según una declaración de Britney Spears en una entrevista con la revista OK!, también trabaja en su sexto álbum de estudio, Circus.
Damon Thomas estuvo casado con Kim Kardashian desde 2000 hasta 2003.